# Цебриківський район
Цебриківський район — район УСРР. Існував з 1923 по 1962 роки. Центром району було село Цебрикове.
7 березня 1923 року було створено Цебриківський район Одеської округи з Цебриківської (Гофнунгстальської), Малигонівської та Катаржинської волостей з центром у Цебриковому (Гофнунстальській).
15 вересня 1930 року округи були ліквідовані, район перейшов у республіканське підпорядкування.
З 27 лютого 1932 року в складі Одеської області.
В 1959 році був дещо розширений за рахунок Петровірівського району.
Ліквідований у 1962 році, одним з останніх районів в області, що нині не існують. Територія району була розподілена між Фрунзівським (сільради Кіровська, Ленінська (Леніне), Миколаівська (Миколаївка (Новосвітівка)) та Орджонікідзевська (Орджонікідзе), територія колишнього Петровірівського району), Березівським (сільради Жовтнева, Катерино-Платонівська та Новоєлизаветівська) та здебільшого, включно з райцентром,  Роздільнянським районами (сільради Петрівська, Чапаєвська та Червонознам'янська (Сталіне)).